# Flutkanal (Strogen)
Der Flutkanal (auch Strogenflutkanal) ist ein künstlicher Seitenarm der Strogen im Landkreis Erding (Oberbayern). Er ist ein Gewässer II. Ordnung.
Der Flutkanal zweigt bei Riding von der Strogen nach links ab, verläuft nach Norden und vereint sich südlich von Wartenberg wieder mit der Strogen. Der Kanal hat eine Länge von etwa 2,4 Kilometern.